# Сан-Педро (приток Кальекалье)
Сан-Педро (исп. San Pedro) — река в провинции Вальдивия на юге Чили.
Сбрасывает воду из озера Риньиуэ, последнего в цепочке «Семи озёр», и впадает в реку Кальекалье. Сан-Педро известна как хорошее место для рыбной ловли и сплава на плотах до плотины одноимённой гидроэлектростанции.